# Якимов Юрій Олександрович
Якимов Юрій Олександрович (28 лютого 1953) — російський академічний веслувальник.
Срібний призер Олімпійських Ігор 1976 року в складі парної четвірки.
Срібний призер Чемпіонату світу 1974 року в складі парної четвірки, бронзовий призер 1975 року в складі парної четвірки.